# Le Fusil de chasse (roman)
Pour les articles homonymes, voir Le Fusil de chasse.
Le Fusil de chasse (猟銃, Ryōjū) est un roman court épistolaire de Yasushi Inoue paru en 1949. Il est le plus connu de son auteur.

## Résumé
Le Fusil de chasse se compose de trois lettres envoyées par trois femmes à un même homme, Josuke Misugi. La première est de Shoko, la fille de la maîtresse qui quelque temps après la mort de sa mère avoue à cet homme qu'elle est au courant de la liaison entre sa mère et Josuke. Elle ajoutera à la fin de sa lettre qu'elle ne souhaite plus le revoir. La seconde lettre est de la femme de Josuke, Midori. Cette dernière lui révèle qu'elle n'ignorait pas son infidélité et elle en profite pour lui demander le divorce. La troisième et dernière lettre qui clôture ce roman est celle de Saïko. Elle écrit sa lettre peu avant de commettre l'irréparable et explique son acte.

## Adaptations
- Le Fusil de chasse (猟銃, Ryōjū?), film adapté du roman et réalisé par Heinosuke Gosho en 1961
- Le Fusil de chasse a été adapté par Michèle Reverdy sous la forme d'un opéra de chambre en 1998 (création le 10 mars 2000)[2],[3]
- Le Fusil de chasse a été adapté pour la scène par Serge Lamothe, et créé en français et en japonais dans une mise en scène de François Girard à Montréal, Canada et Tokyo, Japon, en (2010).
- Le Fusil de chasse a fait l'objet d'une lecture par Laure Calamy en 2018[4]